# 重腿龍屬
重腿龍屬（學名：Bradycneme）是手盜龍類恐龍的一個屬，化石發現於羅馬尼亞特蘭西瓦尼亞的哈提格盆地（Haţeg Basin），地質年代為上白堊紀麥斯特裡希特階。牠的化石是部份的右脛跗骨（編號BMNH A1588），曾經被歸類於已滅絕巨大貓頭鷹的一科。

## 歷史
在1975年，科林·哈里森（Colin Harrison）及西爾·沃克（Cyril Walker）描述了兩種恐龍：重腿龍及安德魯七鎮鳥龍（Heptasteornis andrewsi）。這些化石曾經被歸類於沼澤鳥龍，而沼澤鳥龍又被歸類於鵜形目。
在1978年，Pierce Brodkorb將這三種動物歸類為小型的獸腳亞目。由於這三個屬的化石都只是股骨近側與脛跗骨末端等碎片，牠們多次被歸類於同一物種、而重新分開、並重複地檢討。
當中有研究人員提出重腿龍及七鎮鳥龍其實是相同的物種，而屬於傷齒龍科。相反的，德恩·奈許（Darren Naish）提出牠們不是相同物種，而七鎮鳥龍實際是阿瓦拉慈龍科。由於化石狀態破碎、稀少，無法做出精確的親緣分支分類法研究，只能確定重腿龍屬於手盜龍類，而七鎮鳥龍屬於阿瓦拉慈龍科的單爪龍亞科。在2011年，湯瑪斯·荷茲（Thomas Holtz）將重腿龍、七鎮鳥龍歸類於阿瓦拉慈龍科。

## 命名
重腿龍的模式種是德古拉重腿龍（B. draculae）。屬名在希臘文中意為「笨重的腿」，因為重腿龍最初被認為是種貓頭鷹，而牠們的腿對於貓頭鷹而言，太過笨重；種名是為紀念著名的特蘭西瓦尼亞德古拉伯爵。在神秘傳說中，德古拉伯爵是個吸血鬼，而虛構城堡就位在哈提格盆地北部的比斯特里察-訥瑟烏德縣。